# Kamsar

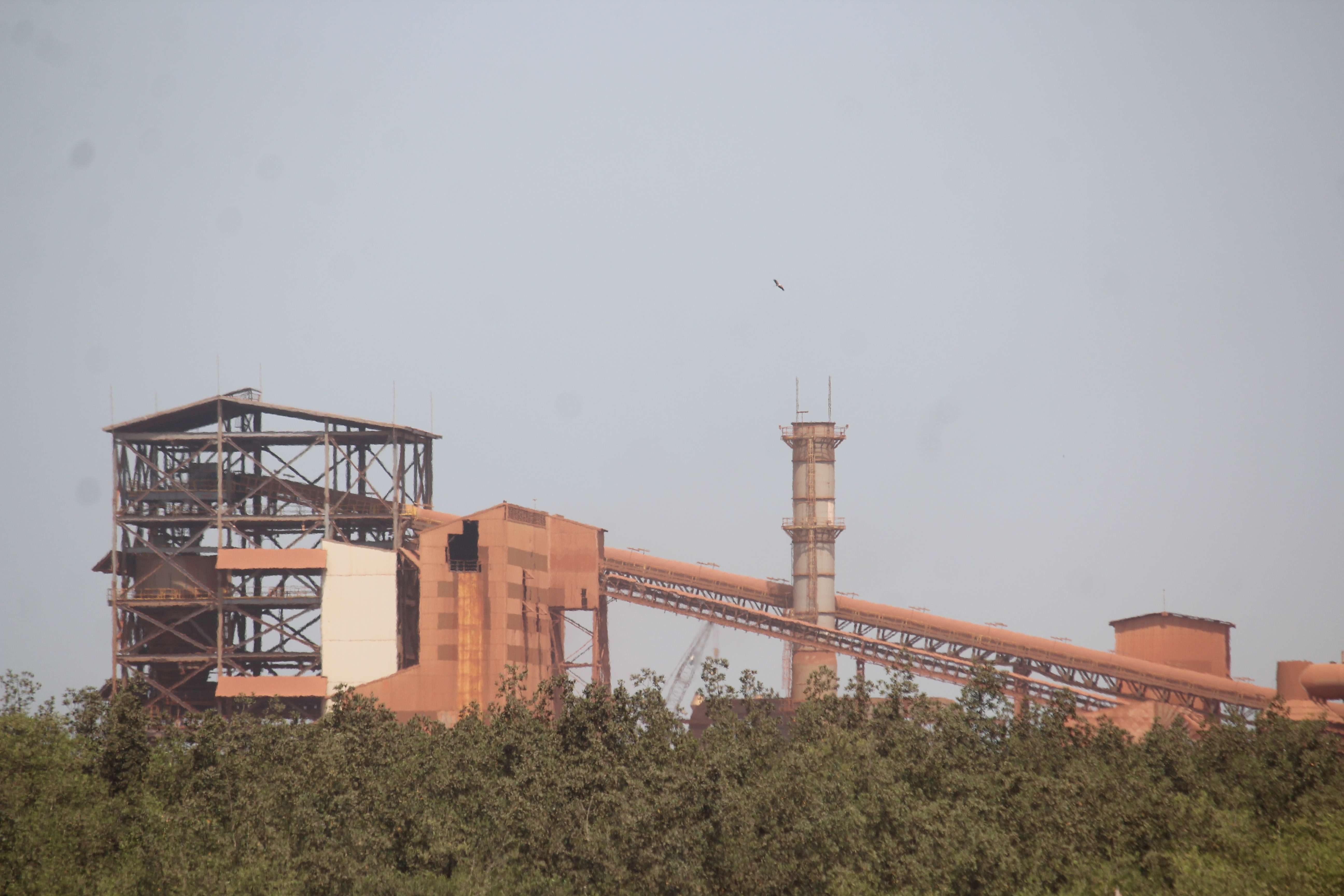
Kamsar

Kamsar é um porto na Guiné, África Ocidental, e também uma subprefeitura Guiné, localizada na foz do rio Nunez..  

## Transporte
Há uma Ferrovia que transporta Bauxita da mina de Sangarédi para a cidade portuária de Kamsar, cuja população é de 88.200 habitantes (estimativa 2008).